# Exterminateur : Le Jugement
Exterminateur : Le Jugement est un jeu de rôle contemporain-fantastique situé dans le Monde des ténèbres et édité par White Wolf Publishing.
Ce jeu est assez critiqué par de nombreux joueurs, qui pensent que cela ajoute de nouveaux êtres à une population surnaturelle jugée déjà trop nombreuse.
Les illustrations et la couverture ne sont pas pour rien dans la mauvaise réputation du jeu, en donnant à ce dernier une fausse image de jeu brutal et sans finesse.
C'est en effet le contraire. Exterminateur est un jeu d'individus désespérés qu'il faut considérer dans le contexte de l'approche de la Fin des Temps.
Des puissances surnaturelles inconnues décident alors que l'Humanité doit enfin se prendre en main et lutter contre les "monstres" de ce monde
Ces forces sont appelées Messagers ou Hérauts. Elles choisissent des humains qui sont alors investis de pouvoirs extraordinaires leur permettant de mener à bien leur lutte contre les diverses créatures qui peuplent le Monde des Ténèbres. 

## Adaptations
Trois jeux vidéo sont adaptés de la franchise Exterminateur : Le Jugement : Hunter: The Reckoning en 2002 sur Xbox et GameCube, Hunter: The Reckoning - Wayward en 2003 sur PlayStation 2 et Hunter: The Reckoning - Redeemer en 2003 sur Xbox.